# NHL-játékosok listája (U)
Az alábbi lista azokat a játékosokat tartalmazza, akik a National Hockey League-ben pályára léptek 1917 óta bármelyik csapatban és a vezetéknevük U-val kezdődik

| Játékos         | Pozíció | Ország                    | Születési és halálozási dátum | Születési hely                 | Aktív     | Csapat ↓ | Jegyzetek                      |
| --------------- | ------- | ------------------------- | ----------------------------- | ------------------------------ | --------- | --- | ------------------------------ |
| Gene Ubriaco    | LW      | Kanada                    | 1937. december 26. –          | Sault Ste. Marie, Ontario      | 1967–1970 | Pittsburgh Penguins, Oakland Seals, Chicago Blackhawks                                                                          |                                |
| Igor Uljanov    | D       | Oroszország               | 1969. október 1. –            | Krasznokamsz                   | 1991–2006 | Winnipeg Jets, Chicago Blackhawks, Tampa Bay Lightning, Montréal Canadiens, Edmonton Oilers, New York Rangers, Florida Panthers |                                |
| Norm Ullman     | C       | Kanada                    | 1935. december 26. –          | Provost, Brit Columbia         | 1955–1975 | Detroit Red Wings, Toronto Maple Leafs                                                                                          | Hockey Hall of Fame-tag (1982) |
| Jeff Ulmer      | RW      | Kanada                    | 1977. április 27. –           | Regina Saskatchewan            | 2000–2001 | New York Rangers |                                |
| Layne Ulmer     | C       | Kanada                    | 1980. szeptember 14. –        | North Battleford, Saskatchewan | 2003–2004 | New York Rangers |                                |
| R. J. Umberger  | C       | Amerikai Egyesült Államok | 1982. május 3. –              | Pittsburgh, Pennsylvania       | 2004–2016 | Philadelphia Flyers, Columbus Blue Jackets                                                                                      |                                |
| Matt Underhill  | G       | Kanada                    | 1979. szeptember 16. –        | Campbell River Brit Columbia   | 2003–2004 | Chicago Blackhawks |                                |
| Garry Unger     | C       | Kanada                    | 1947. december 7. –           | Calgary, Alberta               | 1967–1983 | Toronto Maple Leafs, Detroit Red Wings, St. Louis Blues, Atlanta Flames, Los Angeles Kings, Edmonton Oilers                     |                                |
| Scottie Upshall | RW      | Kanada                    | 1983. október 7. –            | Fort McMurray, Alberta         | 2002–2020 | Nashville Predators, Philadelphia Flyers, Phoenix Coyotes, Columbus Blue Jackets, Florida Panthers, St. Louis Blues,            |                                |
| Alexander Urbom | D       | Svédország                | 1990. december 20. –          | Stockholm, Svédország          | 2010–     | New Jersey Devils, Washington Capitals                                                                                          |                                |
| Stefan Ustorf   | C       | Németország               | 1974. január 3. –             | Kaufbeuren, Németország        | 1995–1997 | Washington Capitals |                                |